# Apple Network Server
Network Server (Codename Shiner) war eine Serie von Netzwerkservern der Firma Apple, auf Basis von PowerPC 604 bzw. 604e Prozessoren, die mit einer angepassten Version von IBMs Betriebssystem AIX betrieben wurden (das Betriebssystem gehörte nicht zum Lieferumfang, sondern musste zusätzlich erworben werden). Die Network Server verfügten über sechs PCI-Steckplätze, eine Netzwerkschnittstelle (10 Mbit/s) und drei SCSI-Kanäle (zwei intern, einer extern). Die Network Server konnten auch in ein Rack eingebaut werden.
Die Network Server wurden 1996 vorgestellt und waren in drei Varianten erhältlich. Entweder mit 32 MB Arbeitsspeicher und PowerPC 604-Prozessor mit 132 (Network Server 500) oder 150 MHz (Network Server 700) oder mit 48 MB Arbeitsspeicher und PowerPC 604e mit 200 MHz (Network Server 700). Bei allen Modellen war der Ausbau auf bis zu 512 MB Arbeitsspeicher möglich. Ebenso waren alle Modelle mit einem CD-ROM-Laufwerk ausgestattet.
Die Produktion der Network Server wurde 1997 eingestellt. Auf den Network Servern läuft neben dem "AIX for Apple Network Server" auch Linux/PPC.